# Marussia MR02
A Marussia MR02 egy Formula–1-es versenyautó, melyet a Marussia F1 Team versenyeztetett a 2013-as Formula–1 világbajnokság során. Pilótái Jules Bianchi és Max Chilton voltak (előbbi helyett az utolsó pillanatig Luiz Razia szerepelt a nevezési listán). Ez volt a csapat első autója, ami elkészült a téli tesztekre, és az utolsó olyan Formula–1-es autó, amely a Cosworth szívómotorját használta.

## Áttekintés
A 2009-es szingapúri "Crashgate" botrány után Pat Symonds-t felfüggesztették, de 2011-ben már tanácsadói szerepben ott volt a Virgin Racing mellett. 2012-ben lejárt a tiltás, és a csapat jogutódjánál, a Marussiánál rögtön nagy szerepet szántak neki. Symonds vezetése mellett azonnal elhagyták a korábbi főtervező, Nick Wirth alatt bevetett számítógépes autótervezési módot (CFD), és visszatértek a hagyományosabb, méretarányos modellekkel és szélcsatornával történő fejlesztéshez, amelyben a CFD csak kisegítő szerepet játszott. A szélcsatornákat a McLaren fejlesztői csapata biztosította számukra.
Ez volt a csapat első autója, amibe bekerült a kinetikus energia-visszanyelő rendszer (KERS), mégpedig a Williams által 2011-ben tervezett eszköz, ami akkor készült, mikor a csapat is a Cosworth partnere volt.
Az autó részlegesen alkalmazta a Coandă-hatás nevű jelenséget kihasználó kipufogórendszert, amelyet más csapatok az előző évben sikeresen alkalmaztak. A hátsó diffúzor felé irányított gázok extra tapadóerőt biztosítottak.

## A szezon
Az autó a szezonnyitó ausztrál nagydíjon az utolsó előtti sorba kvalifikált, a rivális Caterham autói elé. Kettejük között zajlott a rivalizálás a minél jobb konstruktőri pozícióért, a nagy csapatokkal ugyanis nem tudták felvenni a versenyt. Legjobb eredményük egy malajziai 13. hely volt, tehát pontot nem szereztek, mivel azonban ez jobb pozíció volt, mint amit a Caterham elért, ezért a konstruktőri verseny tizedik helyét szerezték meg az év végén. Chilton rendkívül kiegyensúlyozott teljesítményt nyújtott, ugyanis egyetlen futamon sem esett ki, és ezt a pozitív sorozatot a következő év első hat futamára is továbbvitte.

## Eredmények
| Év   | Csapat           | Motor            | Gumik | Pilóták       | Futamok | Futamok | Futamok | Futamok | Futamok | Futamok | Futamok | Futamok | Futamok | Futamok | Futamok | Futamok | Futamok | Futamok | Futamok | Futamok | Futamok | Futamok | Futamok | Pontok | Helyezés |
| Év   | Csapat           | Motor            | Gumik | Pilóták       | AUS     | MAL     | CHN     | BHR     | ESP     | MON     | CAN     | GBR     | GER     | HUN     | BEL     | ITA     | SIN     | KOR     | JPN     | IND     | ABU     | USA     | BRA     | Pontok | Helyezés |
| ---- | ---------------- | ---------------- | ----- | ------------- | ------- | ------- | ------- | ------- | ------- | ------- | ------- | ------- | ------- | ------- | ------- | ------- | ------- | ------- | ------- | ------- | ------- | ------- | ------- | ------ | -------- |
| 2013 | Marussia F1 Team | Cosworth CA2013K | P     | Jules Bianchi | 15      | 13      | 15      | 19      | 18      | KI      | 17      | 16      | KI      | 16      | 18      | 19      | 18      | 16      | KI      | 18      | 20      | 18      | 17      | 0      | 10.      |
| 2013 | Marussia F1 Team | Cosworth CA2013K | P     | Max Chilton   | 17      | 16      | 17      | 20      | 19      | 14      | 19      | 17      | 19      | 17      | 19      | 20      | 17      | 17      | 19      | 17      | 21      | 21      | 19      | 0      | 10.      |

## Fordítás
Ez a szócikk részben vagy egészben  a   Marussia MR02 című angol Wikipédia-szócikk ezen változatának fordításán alapul.  Az eredeti cikk szerkesztőit annak laptörténete sorolja fel. Ez a jelzés csupán a megfogalmazás eredetét és a szerzői jogokat jelzi, nem szolgál a cikkben szereplő információk forrásmegjelöléseként.